# Hirse-Segge
Die Hirse-Segge (Carex panicea), auch Brötchen-Segge und Schwadenried genannt, ist eine Pflanzenart aus der Gattung Seggen (Carex) innerhalb der Familie der Sauergrasgewächse (Cyperaceae).

## Beschreibung

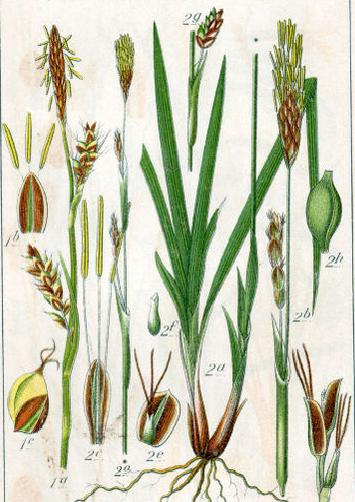
Illustration

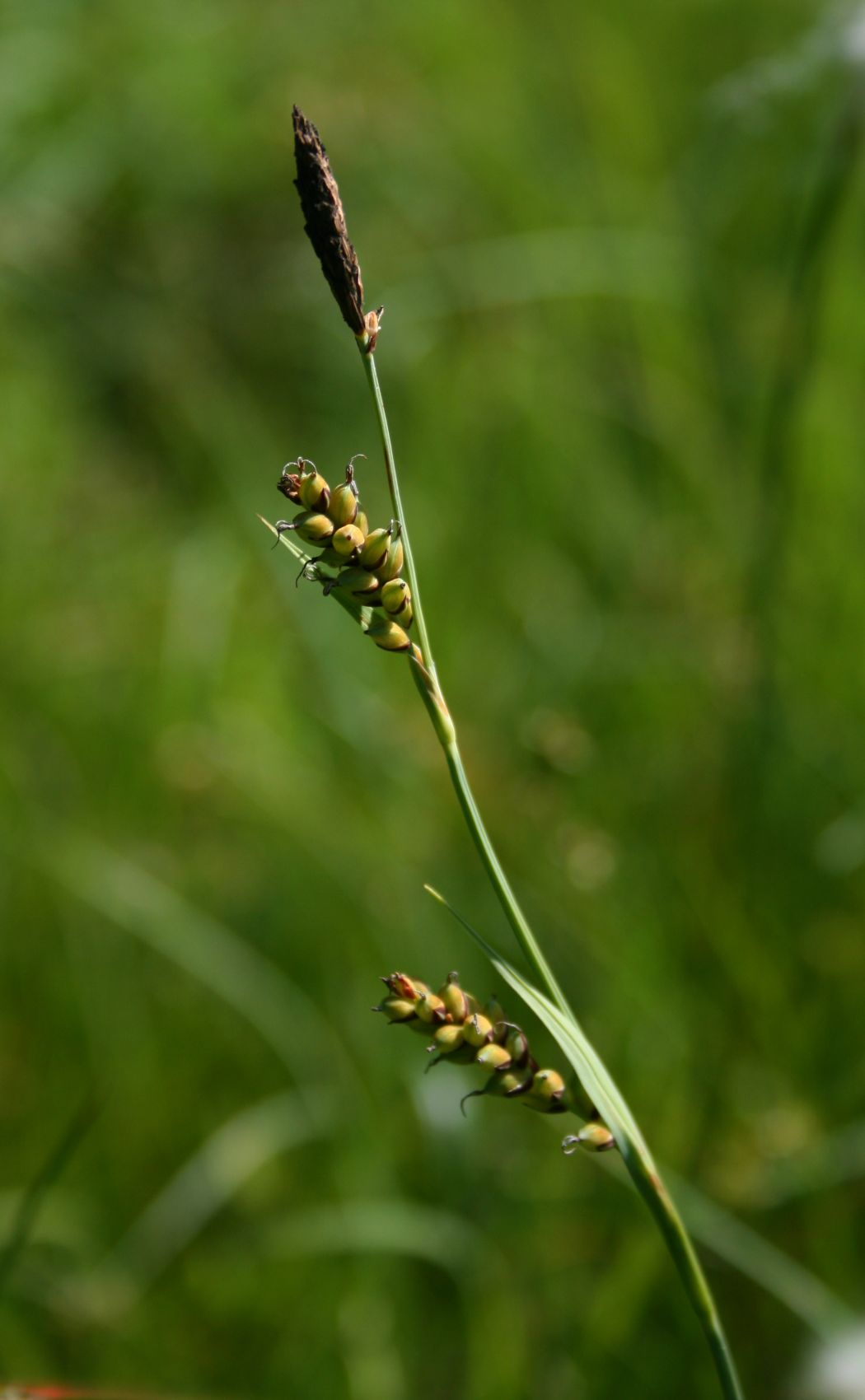
Blütenstand mit oben männlichen und darunter weiblichen Ährchen

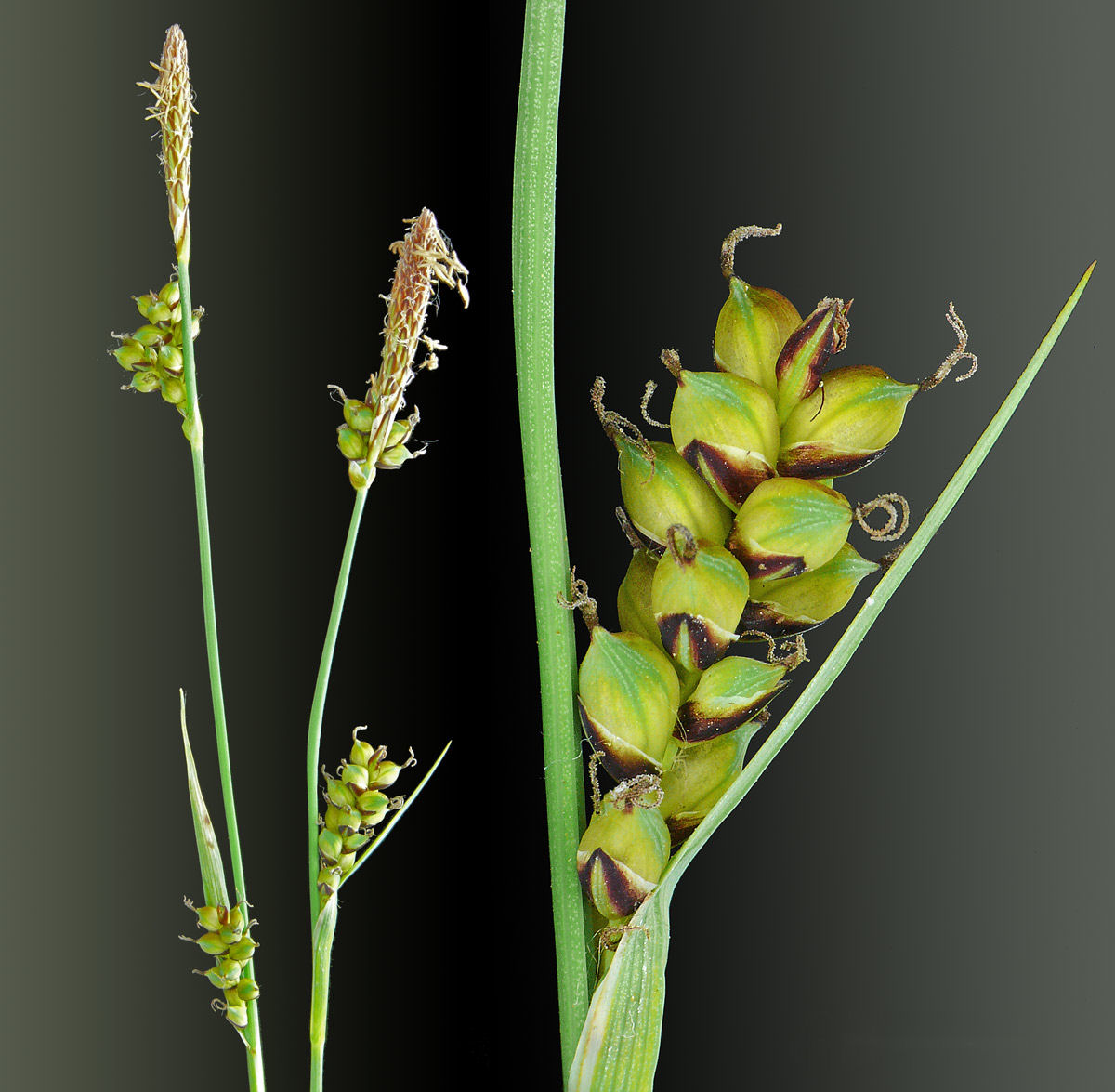
Blütenstand

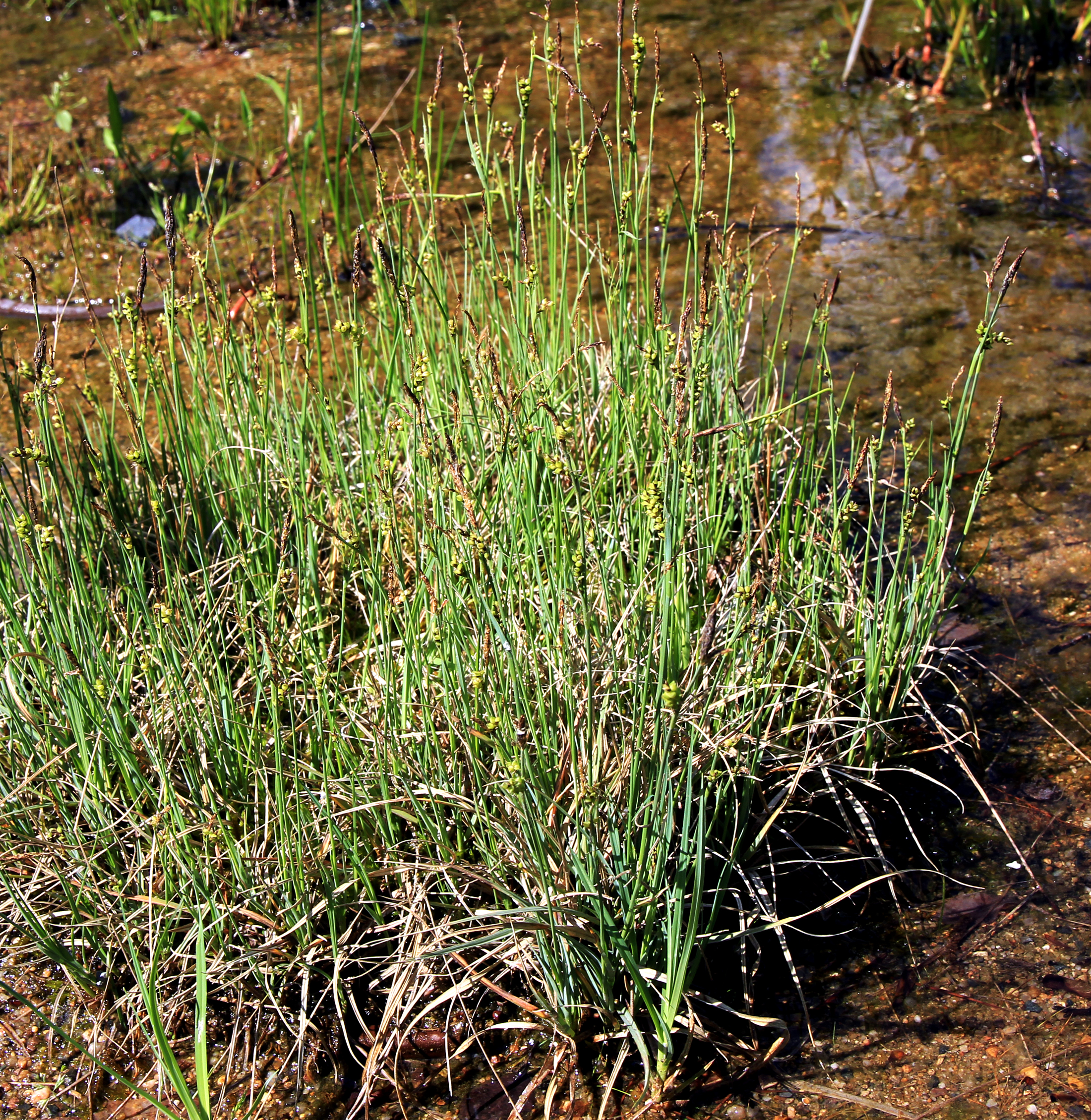
Habitus im Habitat

### Vegetative Merkmale
Die Hirse-Segge ist eine überwinternd grüne, ausdauernde krautige Pflanze, die Wuchshöhen von 10 bis 50 Zentimetern erreicht. Sie entwickelt bis 10 Zentimeter lange dünne Ausläufer. Die oberirdischen Pflanzenteile sind grau-grün und kahl. Die Stängel sind aufrecht oder am oberen Ende etwas übergebogen, glatt, etwa 1 Millimeter dick, undeutlich dreikantig und nur am Grund beblättert. Die grau-grünen Blattspreiten sind 2 bis 6 Millimeter breit und erst später häufig oberseits glänzend, jedoch ohne Spaltöffnungen.

### Generative Merkmale
Die Hirse-Segge ist eine Verschiedenährige Segge. Sie besitzt ein gestieltes, aufrechtes männliches Ährchen, das die zwei bis drei weiblichen Ährchen überragt. Die aufrechten, gestielten, lockerblütigen weiblichen Ährchen sind mit einer Länge von 0,5 bis 4 Zentimetern walzenförmig. Die gelb-braune Scheide des Tragblattes ist nicht aufgeblasen. Die Spelzen der weiblichen Blüten sind bei einer Länge von 2,5 bis 3 Millimetern sowie einem Durchmesser von etwa 2 Millimetern eiförmig mit zugespitztem oberen Ende, rot-braun bis schwärzlich und haben einen grünen oder hell-braunen Mittelstreifen und schmal weißhäutige Ränder. Die Spelzen der männlichen Blüten sind etwa 4 Millimeter lang und 1,5 Millimeter breit. Die nervenlosen, glatten Utriculi (zusammengerollt verwachsene Tragblätter) sind bei einer Länge von 3,5 bis 4 Millimetern sowie einem Durchmesser von etwa 2 Millimetern ellipsoid bis kugelig-eiförmig, undeutlich dreikantig und enden in einem kurzen dicken Schnabel; sie sind grün, später hell-braun oder rot überlaufen. Weibliche Blüten enthalten drei Narben.
Die bräunlich-gelbe Frucht ist bei einer Länge von etwa 2 Millimetern sowie einem Durchmesser von etwa 1,5 Millimetern verkehrt-eiförmig und dreikantig.
Die Chromosomenzahl beträgt 2n = 32.

## Ökologie
Bei der Hirse-Segge handelt es sich um einen helomorphen, mesomorphen Hemikryptophyten. Sie vermehrt sich auch vegetativ mit Hilfe ihres Rhizomes oder von unterirdischen Ausläufern.
Die Blütezeit reicht von Mai bis Juli. Die Bestäubung erfolgt durch den Wind (Anemophilie). Die Ausbreitung der Diasporen erfolgt durch den Wind (Anemochorie) und durch Klettausbreitung sowie Selbstausbreitung. Die Samen sind kältekeimend.

## Vorkommen
Die Hirse-Segge ist von Europa bis Zentralasien weitverbreitet. Sie kommt auch in Marokko und Grönland vor. Im östlichen Nordamerika tritt sie als Neophyt auf. In Europa kommt sie in fast allen Ländern vor und fehlt nur in Portugal, Nordmazedonien und im europäischen Teil der Türkei.
In Mitteleuropa ist sie häufig, sie fehlt dort aber in kleineren Gebieten, vor allem im Tiefland und in niederschlagsarmen Landschaften; an ihren Fundorten ist sie meist nicht zahlreich vorhanden. Sie ist in weiten Teilen Deutschlands außer im Mitteldeutschen Trockengebiet verbreitet. Sie steigt in den Alpen bis zur Waldgrenze auf, erreicht aber vereinzelt Höhenlagen von 2500 Metern. In den Allgäuer Alpen steigt sie in Bayern im Moor am Windecksattel nördlich des Hohen Ifen bis zu einer Höhenlage von 1750 Metern auf.
Die Hirse-Segge besiedelt in Mitteleuropa Flachmoore, Sumpfwiesen und Gräben, sie geht auch auf lichte Waldwege. Die mäßig nährstoffanspruchsvolle Hirse-Segge gedeiht in Deutschland an teils überfluteten Gewässerrändern, Nieder- und Quellmooren und auf feuchten Magerrasen. Die Hirse-Segge gedeiht am besten auf zumindest mäßig basenreichen, oft etwas sauren und zumindest feuchten oder sogar nassen Böden, die torfig, schlammig oder lehmig sein können. Die Hirse-Segge erträgt schwache Stickstoffdüngung gerade noch. Sie gedeiht in Pflanzengesellschaften der Ordnungen Tofieldietalia, Caricetalia fuscae oder Molinietalia.
Die ökologischen Zeigerwerte nach Landolt et al. 2010 sind in der Schweiz: Feuchtezahl F = 4+w+ (nass aber stark wechselnd), Lichtzahl L = 4 (hell), Reaktionszahl R = 4 (neutral bis basisch), Temperaturzahl T = 3 (montan), Nährstoffzahl N = 2 (nährstoffarm), Kontinentalitätszahl K = 3 (subozeanisch bis subkontinental), Salztoleranz = 1 (tolerant).

## Taxonomie
Die Erstveröffentlichung von Carex panicea 1753 erfolgte durch Carl von Linné in Species Plantarum, Tomus II, Seite 977. Das Artepitheton panicea bedeutet „hirseartig“. Ein Synonym Carex panicea L. ist Carex panicea subsp. dalmatica Degen & Lengyel.